# Краткая еврейская энциклопедия
Краткая еврейская энциклопедия (КЕЭ) — энциклопедия на русском языке, изданная в 1976—2005 годы в Иерусалиме Обществом по исследованию еврейских общин при сотрудничестве с Еврейским университетом в Иерусалиме. Включает 11 томов и более 5300 словарных статей.
Первые семь томов КЕЭ были репринтированы в Москве в 1996 году.
«Краткая еврейская энциклопедия» является наследницей известной Еврейской энциклопедии Брокгауза-Ефрона, выходившей в России с 1908 по 1913 год. Является единственным сводным отраслевым энциклопедическим изданием по иудаике на русском языке, которое вышло в свет после 67-летнего перерыва со времени издания Еврейской энциклопедии Брокгауза и Ефрона. Фактически КЕЭ благодаря своему объёму не является «краткой». Оказала влияние на культуру русских евреев.
В 2005 — 2006 годах на базе Краткой еврейской энциклопедии была создана Электронная еврейская энциклопедия (ЭЕЭ, размещена по адресу: eleven.co.il), которая представляет собой дополненную, уточнённую и обновлённую версию КЕЭ. Работа над ЭЕЭ продолжается и в настоящее время. 

## Создатели
Над КЕЭ работал коллектив редакторов, которые готовили статьи при участии множества приглашённых специалистов и научных консультантов, в числе которых — такие известные израильские учёные и общественные деятели, как Ш. Абрамсон, М. Альтшулер, Ш. Пинес, Х. Тадмор, Х. Шмерук, Х. Ширман, М. Штерн, Я. Цур, Я. Ландау, И. Бартал, М. Либман. Председателями редакционного совета КЕЭ были Ш. Эттингер и Х. Бейнарт, главными редакторами — И. Орен (Надель), М. Занд, Н. Прат, А. Авнер; старшими научными редакторами — П. Хейн, И. Глозман, А. Гинзай, М. Кипнис; заведующими редакцией — Элла Сливкина (тома 1—10) и Марина Гутгарц.

## История
Сознание важности предпринятого дела в распространении знаний о еврейской истории и культуре в среде читателей, которым комплекс этих знаний был до сих пор почти недоступен, чувство ответственности за предприятие, которое едва ли будет повторено в последние десятилетия, — всё это создало в работе коллектива КЕЭ атмосферу пионерско-халуцианского начинания, каковым и является, по нашему мнению, КЕЭ.
Энциклопедия была задумана в 1972 году. У её истоков стояли выдающиеся израильские общественные деятели и ученые (Шмуэль Эттингер, Хаим Тадмор, Хаим Бейнарт, Ицхак Орен (Надель), Михаэль Занд, Нафтали Прат — трое последних стали главными редакторами — и др.). Работа над энциклопедией началась с «половины стола» в издательстве «Кетер». Место выделили для заведующей редакцией и активной сторонницы идеи издания еврейской энциклопедии на русском языке Эллы Сливкиной, под руководством которой впоследствии были выпущены 10 томов КЕЭ. Со второго тома энциклопедия издавалась Обществом по исследованию еврейских общин.
Первый период существования КЕЭ совпал с началом алии из СССР. По замыслу организаторов проекта, энциклопедия, которая получила названия «краткой» и была рассчитана на шесть томов среднего объема, должна была стать ориентированным на прибывающего в Израиль русского еврейского читателя несколько исправленным и дополненным изданием, основанным на обширной англоязычной Энциклопедии иудаика. Общее число слов по первоначальному плану не должно было превышать 1,5 млн.
Однако в ходе работы стало ясно, что выросший в Советском Союзе читатель, как правило, не знаком с понятиями, лежащими в основе культурно-исторического комплекса, который принято называть «еврейской цивилизацией». В КЕЭ эти понятия были подробно разъяснены, введены отсутствовавшие в современном русском языке термины. Большинство имён библейских персонажей и географических названий Израиля даны в принятой в иврите форме. Концептуальной основой КЕЭ является её тематическая биполярность: Земля Израиля, особенно Государство Израиль с одной стороны, и еврейство России и СССР — с другой, что, однако, не исключает широкого охвата различных аспектов жизни и истории евреев во всех странах диаспоры.
В первом томе читается: «…трудности на пути к созданию КЕЭ были особенно велики, принимая во внимание оторванность русского еврейства от мировой еврейской цивилизации. Одной из проблем, казавшейся почти неразрешимой, было привлечение квалифицированных кадров, которые сочетали бы знания в области иудаистики и редакторский опыт в издании литературы на русском языке».
В отличие от создателей ЕЭБЕ, израильским энциклопедистам не приходилось ориентироваться на российскую духовную цензуру, поэтому статьи на темы христианства в этой энциклопедии стали свободными от цензурных оговорок. В структуре статей и составе новой энциклопедии отразились создание государства Израиль, открытия в Кумране, новая волна Большой алии и другие значимые для еврейства исторические события.
До 1996 года первые пять том издания доставлялись из Израиля в Москву и продавались через еврейские организации. В 1996 году по инициативе Общества по исследованию еврейских общин был осуществлён репринт первых семи томов КЕЭ, которые были напечатаны полиграфической фирмой «Красный пролетарий» в Москве.
После ряда изменений, включая смену издателя и др., а также в условиях быстрого роста количества евреев из бывшего СССР, начавших участвовать в работе, КЕЭ из «краткой» стала становиться полной еврейской энциклопедией. Постепенно стало расти и количество статей, написанных специалистами из России и стран бывшего СССР.
В предисловии к 9-му говорится: «Расширение объема энциклопедии диктовалось также важными историческими переменами за время, прошедшее с момента выхода в свет первых томов КЕЭ». Далее названы падение коммунизма и установление демократического строя бывших советских республиках, в результате чего информация КЕЭ стала доступной для всех русскоязычных читателей. В то же время в странах бывшего Советского Союза был открыт доступ к ранее закрытым архивам и музейным материалам, содержащим обширную информацию на темы еврейства. Отмечается, что КЕЭ в ряде случаев смогла использовать эту возможность, включив в свои статьи сведения, которые ранее нигде не публиковались. Энциклопедия, первоначально предложившая читателям использовать списки литературы к аналогичным статьям иноязычных еврейских энциклопедий, стала изданием, которое содержит первичные научные данные.
Публикация собственно статей была завершена в 2003 году изданием Дополнения 3. В 11 томах энциклопедии помещено 5300 статей, из них значительная часть оригинальных; более 6 млн слов.
Последний, одиннадцатый том вышел в апреле 2005 года. Том является справочным, большую его часть занимает подробный алфавитно-предметный указатель, где приведены около 44 тысяч имён, географических названий, терминов, событий и фактов, указаны номера томов и колонок, в которых они упоминаются. В результате том стал самым объёмным из всех книг энциклопедии. Система отсылок — перекрестная (перекрёстный указатель): читатель может видеть не только само понятие, но и его связь с другими понятиями. Перекрестных указателей на русском языке в рамках энциклопедических изданий ранее не было. Для сравнения Большая советская энциклопедия, в которой редакторов было в несколько десятков раз больше, чем в КЕЭ, в третьем издании содержит указатель, но не перекрестный, а прямой, который так и не был закончен.
Помимо одиннадцати томов, отдельными брошюрами были выпущены «Еврейский календарь в сопоставлении с григорианским (1948—2048)» и три дополнения. Десятый том включает также «Тематический библиографический указатель», содержащий 2114 единиц.

## Значение
Единственное сводное отраслевое энциклопедическое издание по иудаике на русском языке, которое вышло в свет после 67-летнего перерыва со времени издания Еврейской энциклопедии Брокгауза и Ефрона.
Энциклопедическое издание должно фиксировать уже установившиеся знания, оперировать лишь общепринятыми терминами, описывать события, достаточно отдалённые по времени. Однако в этих КЕЭ в некоторых случаях отошла от канона. Так, статья «Советский Союз», основным автором которой стал Леонид Прайсман на момент выхода стала самым последовательным описанием еврейской жизни в СССР, включая последние годы его существования. По этой причине данная статья, как и многие другие из энциклопедии, используется в еврейских школах современной России в качестве учебной. Статья «Самиздат», написанная Абрамом Торпусманом и В. Карасиком, посвящённая роли евреев в общем самиздате и еврейскому самиздату, стала первым исследованием на эту тему.
Большинство статей в КЕЭ для русскоязычного читателя являются оригинальными, показывая еврейскую составляющую мировой истории и культуры. Медицина, цирк, хореография, шахматы и многие другие темы раскрываются в еврейском аспекте, включая упоминания в Библии, Талмуде, раввинистической литературе, роль евреев в различных сферах человеческой деятельности и т. д.
КЕЭ устанавливает связь периода 1908—1913 годов, когда была издана Еврейская энциклопедия Брокгауза и Эфрона, через советский период замалчивания еврейской культуры, с концом XX — началом XXI века, когда началось возобновление наук о еврействе на русском языке. Поэтому многие статьи КЕЭ осваивают новые для русского языка понятия и вводят их в научный обиход, например, понятия в статьях «Библия» (автор И. Надель), «Талмуд», «Тосефта», «Устный Закон» (автор Р. Кипервассер). Так, статья «Талмуд» объясняет понятие «сугия». Статья «Фольклор» (автор — С. Векслер) перечисляет персонажей еврейских сказок.

## Влияние
В 10-м томе составители отмечали, что история создания КЕЭ сама стала частью истории еврейского народа. По словам М. Гутгарц, этот проект «заложил фундамент современного возрождения русско-еврейской культуры».
Наиболее подробно энциклопедия описывает историю евреев России (с этим разделом сопоставим только раздел об Израиле, включая саму статью, занимающую почти целый том, и большое число персональных, географических и понятийных статей, которые тематически связаны со страной). Статьи о евреях России с разрешения редакции перепечатываются другими изданиями, в том числе «Иудаикой», сокращённым переводом которой должна была быть Краткая еврейская энциклопедия. Получившая международное признание энциклопедия «Русские писатели 1800—1917 гг.» содержит большое число ссылок на КЕЭ (в статьях «В. Жаботинский», «Б. Пастернак», «В. Парнах» и др.).
В двухтомном сочинении Александра Солженицына «Двести лет вместе» КЕЭ является самым цитируемым изданием.

## Электронная еврейская энциклопедия
В 2005—2006 годах на базе Краткой еврейской энциклопедии была создана Электронная еврейская энциклопедия (ЭЕЭ, размещена по адресу: eleven.co.il), которая представляет собой дополненную, уточнённую и обновлённую версию Краткой еврейской энциклопедии. В неё был включён весь корпус КЕЭ за исключением справочного тома. Работа над ЭЕЭ продолжается и в настоящее время. На начало 2020 года число статей электронной версии издания составляло около 6000. Логотипом ЭЕЭ стали: EL (электронная) EV (еврейская) EN (энциклопедия).
Редакция «Электронной еврейской энциклопедии» (2003-2009). Ассоциация по изучению еврейских общин в диаспоре, Еврейский университет в Иерусалиме. Генеральный директор: Элияху Валк. Заведующая редакцией: Марина Гутгарц. Административный директор: Катя Иосефи. Главные редакторы: Марк Кипнис, доктор Нафтали Прат. Научные редакторы: Марина Генкина, доктор Наталия Дараган, Владимир Коренман, Владимир Мак, Леонид Прайсман, Аврахам Торпусман, доктор Алек Эпштейн. Литературные редакторы: Игаль Городецкий, Марина Гутгарц, Елена Родионова, Рахель Торпусман, Раиса Шефтель. Инициатором проекта стала Элла Сливкина.
Редакция «Электронной еврейской энциклопедии ОРТ» (с 2014 года). Главный редактор: доктор Нафтали Прат, старший научный редактор: доктор Алек Эпштейн. Научные редакторы: Аврахам Торпусман, Владимир Мак. Литературный редактор: Елена Котлярская.
В создании и развитие энциклопедии внесли вклад также организации «Клеймс Конференс» и Мемориальный фонд еврейской культуры. Сайт принадлежит всемирной еврейской просветительской и благотворительной организации Всемирный ОРТ.